# 粗柄藓科
粗柄藓科（学名：Trachylomataceae）是帘蛤目下的一个科。

## 下属分类
本科包括以下属：
- 地柏藓属 Braithwaitea Lindb.
- 粗柄藓属 Trachyloma Brid.